# Cortes de Almeirim de 1580
As Cortes de Almeirim de 1580 foram cortes iniciadas a 11 de Janeiro de 1580, cardeal-rei D. Henrique.
Questionava-se a nomeação de sucessor ao trono de Portugal pois este tinha sido impedido de casar pelo Papa e encontrava-se muito doente.
O Cardeal D. Henrique havia convidado todos quantos se julgassem nesse direito a exporem por escrito as razões que invocassem. Entre eles: 
- Filipe II de Espanha que se dirigiu, de imediato, às cortes de Almeirim, fazendo valer a sua causa e enviando aí um seu procurador, o duque de Osuna;
- D. Catarina, duquesa de Bragança pelo casamento, filha de D. Duarte de Portugal, 4.º Duque de Guimarães, filho de D. Manuel;
- Ranuccio I Farnésio, Duque de Parma, como filho da Maria de Portugal, Duquesa de Parma e Piacenza, filha mais velha do mesmo Infante D. Duarte Duque de Guimarães;
- Manuel Felisberto de Saboia como filho de D. Beatriz de Portugal, Duquesa de Saboia filha do mesmo D. Manuel;
- D. António, prior do Crato, filho bastardo do infante D. Luís de Portugal, Duque de Beja, filho de D. Manuel I.[1]

Sabe-se que os nobres e prelados ficaram aposentados em Almeirim, enquanto que os procurados dos concelhos tiveram de ir para Santarém por falta de alojamento.
As sessões foram realizadas no Convento de São Francisco.
Nestas cortes, D. António Pinheiro bispo de Leiria comunica o pensamento do rei sobre a solução do impasse, dado que hesita entre Filipe II de Espanha e D. Catarina de Bragança. Em Santarém, Febo Moniz, a quem os procuradores do Povo designaram que o presidente desta assembleia, inquietava-lhe a resolução filipina. O Clero e Nobreza assistem.
A 13 de Janeiro, o cardeal recebe-o em entrevista que, segundo consta, foi bastante dura. O segundo insistia com o monarca pela designação de um príncipe português para o trono, enquanto o cardeal desconfiava da insistência por uma presumível aliança com D. António, Prior do Crato. Além do mais, D. Filipe prometia grandes e proveitosos privilégios ao reino. No entanto Febo Moniz deixa o encontro com a resposta de querer resistir, "não extinguir a nação, conservando este reino na liberdade em que os reis ... antepassados  ... o fizeram".
Mas, surgiu um imprevisto, em 31 de Janeiro, D. Henrique faleceu sem ter designado herdeiro.
Nessa hora, D. Jerónimo Osório e outros grandes do reino, como Frei Bartolomeu dos Mártires e Frei Luís de Sousa, apoiam a solução filipina.
As Cortes continuaram reunidas até 15 de Março.
Ainda nesta fixara-se a instituição de uma junta formada por um conselho de cinco governadores na regência do Reino de Portugal: o arcebispo de Lisboa, D. Jorge de Almeida, D. João Telo, D. Francisco de Sá Meneses, D. Diogo Lopes de Sousa e D. João de Mascarenhas.
Dos cinco governadores do reino, mostraram-se três partidários de Filipe II, um neutral e outro favorável a D. António.
Em 30 de Abril, convoca-se nova assembleia para Santarém.